# Санту-Антониу-де-Монфорте
Санту-Антониу-де-Монфорте (порт. Santo António de Monforte)  —  район (фрегезия) в Португалии,  входит в округ Вила-Реал. Является составной частью муниципалитета  Шавеш. По старому административному делению входил в провинцию Траз-уж-Монтиш и Алту-Дору. Входит в экономико-статистический  субрегион Алту-Траз-уш-Монтеш, который входит в Северный регион. Население составляет 509 человек на 2001 год. Занимает площадь 10,88 км².